# Parti socialiste réformiste italien

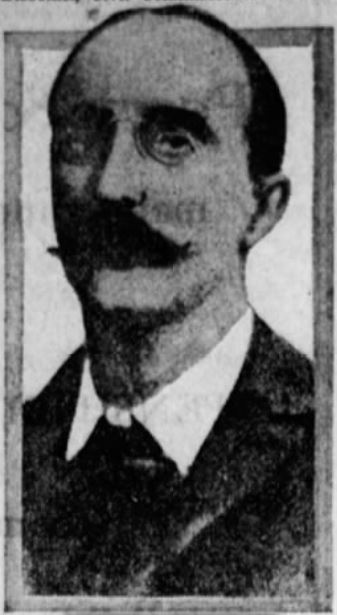
Leonida Bissolati.

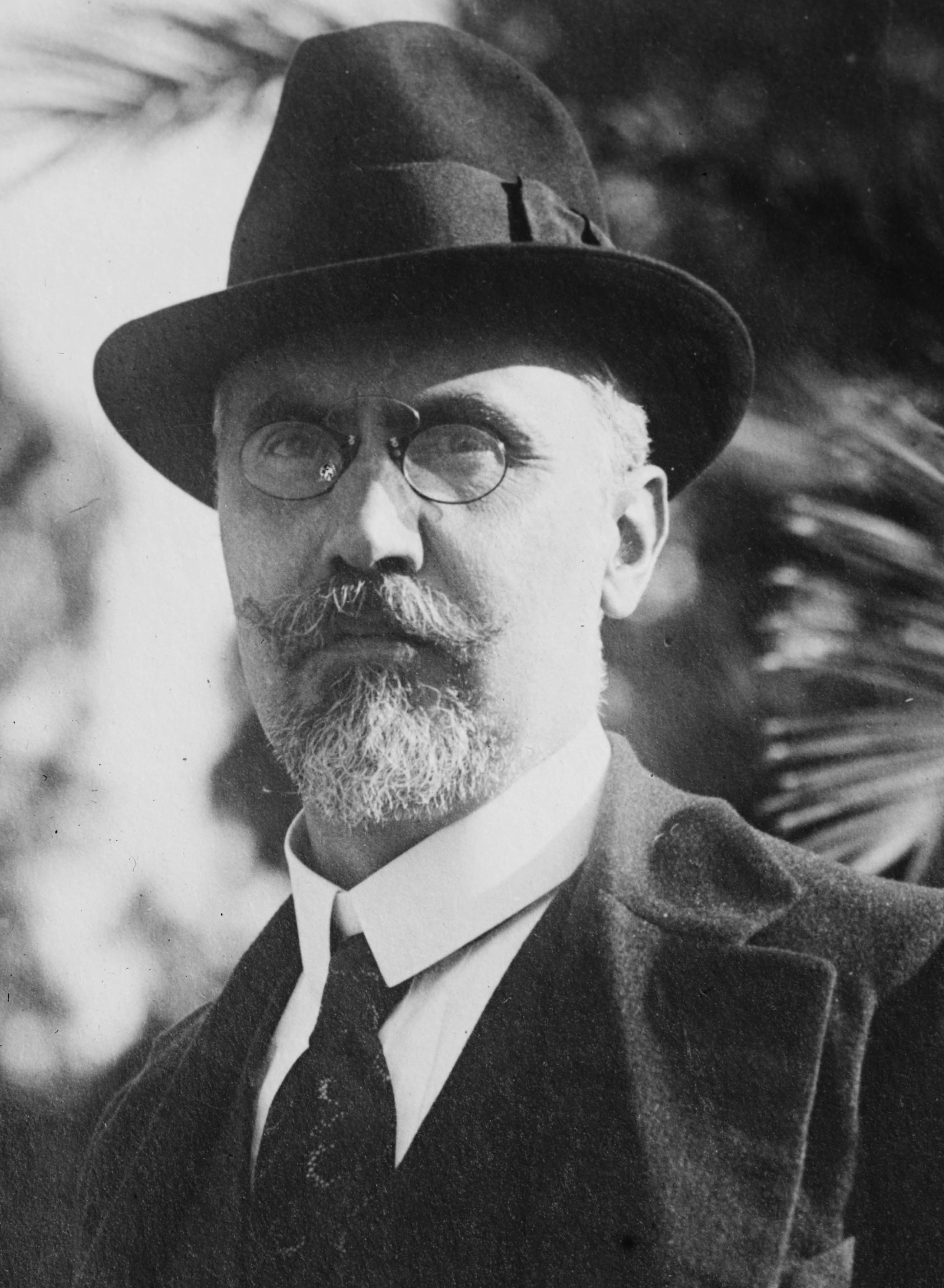
Ivanoe Bonomi

Le Parti socialiste réformiste italien (en italien : Partito Socialista Riformista Italiano ou PSRI) a été formé en 1912 à la suite de l'expulsion du Parti socialiste italien de certains membres de sa composante réformiste.

## L'expulsion des sociaux-réformistes du PSI en 1912
Le parti est né à l'initiative de Leonida Bissolati, expulsé du Parti socialiste italien au XIIIe congrès extraordinaire du 7 au 10 juillet 1912 à Reggio d'Émilie. Au cours du congrès, les divisions qui traversaient le Parti au sujet de la guerre de Libye se sont intensifiées.
Lors de ce congrès, le courant maximaliste triomphe, et l'expulsion des sections gradualistes les plus à droite est acté, celle-ci sont dirigées par Bonomi, Cabrini et Bissolati : ce dernier, en 1911, étant allé au Quirinale pour des consultations à la suite de la crise du gouvernement Luzzatti, provoquant le mécontentement du reste du parti, y compris celui de Turati, un des principaux représentants de l'autre courant gradualiste.
Lors du congrès, un des représentants de la fraction maximaliste, Benito Mussolini, s'en prend violemment aux gradualistes, demandant leur expulsion du congrès, haranguant la foule contre eux, attaquant le parlementarisme et le suffrage universel, et concluant par la célèbre phrase : « Bissolati, Cabrini, Bonomi, et les autres, peuvent bien aller au Quirinal, ou même au Vatican, s'ils le veulent, mais le Parti socialiste déclare qu'il n'est pas disposé à les suivre ni aujourd'hui, ni demain, ni jamais ».
À la fin de son discours, il a présenté une motion d'expulsion (qu'il qualifiait de liste de proscription). Il accusait les gradualistes d'"une atteinte très grave à l'esprit de la doctrine et à la tradition socialiste ". Grâce à cette harangue, il acquit une notoriété considérable au sein du PSI, ce qui le conduisit à entrer à la direction nationale du parti et, peu après, en octobre 1912, lui permit de devenir directeur de l'Avanti! .

## La naissance du Parti socialiste réformiste italien - PSRI
Bissolati et ses amis, expulsés du parti, ont alors donné naissance au Parti socialiste réformiste italien (PSRI).
Parmi ses fondateurs figurait Gino Piva, pour qui « le socialisme n'est ni révolutionnaire ni réformiste ; il est ce que son temps fait (. . . ) Le socialisme (donc) ne peut avoir d'a priori: il doit fonctionner comme il le peut dans l'environnement dans lequel il vit ».
Guido Podrecca (directeur du magazine satirique L'Asino), Pietro Chiesa, Giacomo Ferri, l'ancien député Giacomo Maffei et Rosario Garibaldi Bosco ont également rejoint le parti.
Le programme du PSRI envisageait la participation au pouvoir comme un fait normal, et non comme une situation exceptionnelle, rejetait les préjugé pacifiste dans la politique internationale et le concept selon lequel les alliances avec d'autres partis démocratiques ne dépendaient que de la convergence d'objectifs politiques immédiats. Le journal officiel du parti était le journal L'Azione Socialista (L'Action socialiste).
Le nouveau parti, cependant, n'est pas accueilli chaleureusement. La Confédération générale du travail n'a pas approuvé l'attitude des expulsés à l'égard de la guerre en Libye. Par conséquent, le parti n'a pas réussi à obtenir une base significative chez les travailleurs ; sa base de soutien était plutôt parmi les masses paysannes du Sud qui, négligées par l'ouvriérisme prédominant du PSI, avaient été moins hostiles à la guerre de Libye car on leur avait promis l'obtention de terres à cultiver, comme alternative à l'émigration vers l'Amérique du Nord ou du Sud. Le nouveau parti leur a accordé une attention particulière à son premier congrès, même si ce n'était que des vœux pieux.
Le parti était également apprécié parmi les adhérents des loges maçonniques, qui partageaient ses positions anticléricales enflammées, et qui étaient eux aussi l'objet des attaques féroces de Mussolini et des maximalistes du PSI, qui conduiront, en avril 1914, au XIV congrès socialiste d'Ancône, à la déclaration d'incompatibilité entre l'inscription au PSI et l'adhésion à la franc-maçonnerie.
Les élections de 1913 ont représenté un succès électoral remarquable: le PSRI a obtenu 3,9% des voix, faisant élire 19 députés.

## Le PSRI pendant la Grande Guerre - L'entrée des premiers socialistes au gouvernement
Avant la guerre, l'attitude du parti était ouvertement interventionniste, puis, au moment de la déclaration de guerre, bien que critique de l'intervention, l'a soutenu dans un sens patriotique.
Le 18 juin 1916, Ivanoe Bonomi fut nommé ministre des Travaux publics du Gouvernement Boselli ; le 16 juin 1917, il fut rejoint par Leonida Bissolati, devenu ministre sans portefeuille, chargé de la liaison du gouvernement avec le front, le pouvoir politique au commandement suprême. Dans le Gouvernement Orlando qui a suivi en 1917, Bissolati était ministre de l'assistance militaire et des pensions de guerre; le 28 décembre 1918, il démissionna à la suite de différends avec le ministre des Affaires étrangères Sidney Sonnino. Du 18 janvier au 23 juin 1919, Bonomi le remplaça, à nouveau comme ministre des Travaux publics.

## Le PSRI dans la période d'après-guerre
Après la guerre, ce qui restait du parti fut réorganisé par Bonomi : aux élections de 1919, le PSRI présenta, avec l'Union socialiste italienne, des listes dans seulement 7 des 54 circonscriptions, obtenant 1,5% des voix et élisant 6 députés, dont 4 en Sicile.
Les mauvais résultats électoraux ont provoqué la crise du parti, qui a progressivement commencé à s'éloigner de son idéologie socialiste d'origine, à s'orienter vers des positions social-libérales et, dans certains cas, libérales-démocratiques (Podrecca s'était entre-temps éloigné et avait rejoint le mouvement des Faisceaux italiens de combat).
Malgré la baisse de l'influence électorale par rapport à la période d'avant-guerre, Bonomi a néanmoins continué à occuper des postes dans les gouvernements suivants: il a été ministre de la Guerre du 14 mars au 21 mai 1920 dans le gouvernement Nitti I ; puis à nouveau ministre de la guerre du 15 juin 1920 au 1er avril 1921, puis ministre du Trésor du 2 avril au 4 juillet 1921 dans le gouvernement Giolitti V.
Aux élections de 1921, le PSRI, désormais dépourvu de sections militantes importantes sur le terrain, n'a pas été en mesure de présenter ses propres listes. Ses représentants se sont donc présentés pour diverses listes démocrates-réformistes et socialistes indépendantes (en particulier la liste « Démocrate Réformiste »), parvenant à élire 11 députés.
À la suite de la chute du gouvernement Giolitti V, Bonomi est devenu Premier ministre entre le 4 juillet 1921 et le 26 février 1922, avec des postes intérimaires de ministre de l'Intérieur et, jusqu'au 7 juillet 1921, de ministre des Affaires étrangères. En outre, dans son gouvernement, son camarade du parti Alberto Beneduce occupait le poste de ministre du Travail et de la Sécurité sociale. Pendant sa présidence, Bonomi s'est montré très faible pour agir face à l'agitation des escouades fascistes, qui ont violemment frappé les organisations ouvrières et démocratiques.
Dans les gouvernements Facta I et Facta II qui ont suivi, le PSRI était représenté par Arnaldo Dello Sbarba, au ministère du Travail et de la Sécurité sociale.
Le PSRI ne faisait pas partie du gouvernement Mussolini, auquel Bonomi a cependant voté la confiance.
A l'occasion des élections du 10 février 1924, le Parti socialiste réformiste s'est allié avec des démocrates autonomes dissidents et des membres démocrates socialiste dans la Ligue nationale démocratique. La liste n'a été présente que dans le Piémont, la Lombardie, la Vénétie et la Vénétie julienne, et n'a réussi à faire élire aucun candidat. Une autre liste d '«opposition constitutionnelle», dont l'un des principaux représentants était Vincenzo Giuffrida de Catane, était composée de Nittianiens et de sociaux-réformistes, et présentée uniquement en Campanie et en Sicile ; il réussit à réélire Giuffrida comme député qui, après l'assassinat de Giacomo Matteotti, entra dans l' Union nationale de Giovanni Amendola, participant à la session Aventine. Bonomi lui-même rejoignit l'Union nationale en 1924.
Le PSRI a été interdit en 1926 en vertu du décret royal 1848/1926, qui a dissous tous les partis à l'exception du Parti national fasciste.
Après la dissolution, la majorité des représentants du parti se sont détournés de la politique, tandis qu'une minorité a rejoint le Parti socialiste unitaire ou a rejoint le PSI.
Le PSRI n'a pas été reconstitué après la chute du fascisme, bien que certains de ses représentants aient fondé le Parti démocrate du travail en 1943. Bonomi lui-même l'a rejoint, présidant deux gouvernements antifascistes (Bonomi II et Bonomi III) vers la fin du conflit.

## Secrétaires
- Pompeo Ciotti (17 décembre 1912 - 6 novembre 1926)

## Congrès
- I Congrès national - Rome, 15-17 décembre 1912
- IIe Congrès national - Rome, 15-16 avril 1917

## Membres célèbres
- Pietro Artioli
- Nicola Badaloni
- Alberto Beneduce
- Agostino Berenini
- Alfredo Bertesi
- Leonida Bissolati
- Ivanoe Bonomi
- Rosario Garibaldi Bosco
- Angiolo Cabrini
- Leone Caetani
- Giuseppe Canepa
- Garzia Cassola
- Pietro Chiesa
- Pompeo Ciotti
- Giuseppe De Felice Giuffrida
- Arnaldo Dello Sbarba
- Aurelio Drago
- Giuseppe Giulietti
- Arturo Labriola
- Giacomo Maffei
- Gennaro Mondaini
- Quirino Nofri
- Gino Piva
- Guido Podrecca
- Giuseppe Romualdi
- Attilio Susi
- Alessandro Tasca
- Achille Tiraboschi
- Virgilio Vercelloni
- Carlo Visconti Venosta
- Adolfo Zerboglio

## Résultats électoraux
| Élection                    | Votes   | %   | Des places |
| --------------------------- | ------- | --- | ---------- |
| Elections Générales de 1913 | 198,924 | 3,9 | 19         |
| Elections Générales de 1919 | 82,172  | 1,5 | 6          |